# Lasioglossum athabascense
Lasioglossum athabascense är en biart som först beskrevs av Sandhouse 1933.  Lasioglossum athabascense ingår i släktet smalbin, och familjen vägbin. Inga underarter finns listade i Catalogue of Life.

## Beskrivning
Arten är svart med vitaktig behåring som är kort och gles utom på hanens huvud och mellankropp. Hanens huvud är mycket bredare än honans; han har dessutom övre delen av munskölden gul eller rödbrun. Tergiterna (segmenten på bakkroppens ovansida) 2, 3 och 4 har täta, vita hårband i framkanterna. Hos honan kan dock hårbandet på tergit 4 saknas. Längden är mellan 8 och 9 mm hos honan, 6 till 7 mm hos hanen.

## Ekologi
Lasioglossum athabascense är en solitär art, där honan endast producerar en kull, som hon ensam tar hand om.
Arten, som flyger mellan maj och september, är polylektisk, den hämtar nektar och pollen från blommande växter ur många familjer: Korgblommiga växter som Ericameria-arter, strävbladiga växter som Hackelia patens, korsblommiga växter som sommargyllen och hesperis, rosväxter som Potentilla gracilis, videväxter som videsläktet, grobladsväxter som Penstemon cyananthus samt violväxter som Viola pubescens.

## Utbredning
Utbredningsområdet omfattar Nordamerika från British Columbia till Nova Scotia i Kanada och söderöver via New England, Wisconsin, Michigan och Ohio till North Carolina i USA.